# Рибалко Олександр Леонідович
Олекса́ндр Леонідович Риба́лко (нар. 7 грудня 1950, за паспортом — 15.01.1951, Клавдієво-Тарасове Бородянського району Київської області — пом. 5 січня 2009, там само) — український джерелознавець, історик культури, редактор, мовознавець, перекладач. Багаторічний автор і редактор часопису «Пам'ятки України». Розшукав в архівах і опублікував значну кількість історичних документів.

## Біографія
1968 року закінчив Клавдіївську середню школу із золотою медаллю. Після завершення в 1973 році навчання на філософському факультеті Київського держуніверситету ім. Т. Шевченка став редактором київського видавництва «Вища школа», брав участь у випуску підручників для вишів і літератури з історії, філософії, права. У 1979—1980 роках у складі науково-редакційної групи готував тритомник «УССР в годы Великой Отечественной войны (1941—1945)». У 1980—1991 — старший науковий співробітник Центрального державного архіву Жовтневої революції, вищих органів влади і управління УРСР (тепер — Центральний державний архів вищих органів влади та управління України), від 1983-го — завідувач відділу публікації та використання документів.
На початку 1990-х почав співпрацювати із журналом «Пам'ятки України»: спочатку як літературний редактор за угодою, з 1991-го — в штаті як заступник головного редактора. З 1994 р. — перший заступник головного редактора, з 2002 по 2008 р. — головний редактор. Одночасно брав участь у виданні газети «Старожитності» (1990—1995), працював редактором видавництва «Українознавство» при «Пам'ятках України» (1993—1997), заступником головного редактора «Військово-історичного альманаху» (2000—2009). З 2007 по 2009 р. вів відділи мовознавства й літературознавства журналу «Дивослово».

### Особисте життя
Мав молодшого брата Сергія Рибалка (*1957). Жінка — Катерина, донька – Мирослава.

### Хвороба та смерть
В останні роки життя в Олександра були проблеми з серцем, незважаючи на які він продовжував працювати. 5 січня 2009 року вдома в нього стався серцевий напад, унаслідок якого він раптово помер.

## Творча діяльність

### Автор
Олександр Рибалко є автором близько 200 наукових публікацій у галузях пам'яткознавства, археографії, літературного джерелознавства, біографістики, суспільної публіцистики. Він також є автором численних статей для УЛЕ і УРЕ.
Звертався до проблем історії охорони пам'яток в Україні, державної політики в царині національної культури, відродження українського правопису й питомої лексики. У центрі його уваги була також проблема соборності етнічної української території та спроби деяких політиків відколоти від неї окремі землі. Займався науковою діяльністю науковців, які були репресовані у роки сталінських репресій, зокрема О. Янати, С. Рудницького, В. Свідзинського, О. Довженка та інших. Багато друкувався в газеті «Старожитності», журналах «Пам'ятки України», «Архіви України», «Україна», «Вітчизна», «Київ», «Слово і час», «Музика», щорічнику «Україна. Наука і культура».

### Археограф
Як архівіст-джерелознавець виявив і опублікував чимало документів з історії України, зокрема з проблем доби національного відродження та українізації суспільно-політичного життя в 1920-х роках, сталінських репресій щодо діячів культури та науки, в тому числі чисток наукових інституцій на початку 1930-х років, зокрема, Історичної секції ВУАН, ставлення радянської влади до пам'яток архітектури в довоєнні й повоєнні роки, епістолярна спадщина видатних діячів минулого. Майже до кожного числа «Пам'яток України» робив тематичну добірку архівних документів[джерело?].

### Редактор
Належав до тієї категорії редакторів, які не вдовольняються поданим текстом, а ретельно доопрацьовують і збагачують його, доводять до високого фактологічного та стилістичного рівня. Найвищим творчим злетом О. Рибалка була робота в «Пам'ятках України», де розкрилися його ерудиція та творча енергія. «Часто автора в Рибалкові перемагав редактор. Він був редактором від Бога, йому дано було робити неординарний журнал. Він умів із праць інших людей складати наукову мозаїку, що ставала цілісною й цінною картиною певної проблеми або явища. Це вміння унікальне, воно дається одиницям».
Також він переймався долею українців за межами України. Багато зробив для тематичних випусків «Пам'яток України» про українські землі, що не потрапили до соборної держави: Пряшівщину, Холмщину і Підляшшя, Берестейщину, Стародубщину, Слобожанську Вороніжчину, Кубань тощо. У кожному номері давав докладні етнічні мапи українських сіл. Його хвилювали проблеми українців у Казахстані й на Далекому Сході, у Північній та Південній Америці.

### Мовознавець
Ставився до мови як до набільшого цивілізаційного досягнення народу. Був великим знавцем сучасної української літературної мови, її лексичних шарів, виражальних можливостей, тонкощів слововжитку. У редакторській роботі намагався досягти найвищих мовно-стилістичних стандартів. Популяризував такі слова, як мапа, летовище, світлина, оглав, прозірка тощо. У наукові тексти повертав традиційну українську термінологію. Обстоював відновлення в українській абетці літери «Ґ», а в граматиці — форми двоїни іменників та повернення до Харківського правопису, який вважав найбільш науковим і системним. Був чи не єдиним редактором у Києві, який редагував тексти за цим правописом. Перекладав із білоруської, польської та російської мов.

### Вибрані публікації
- Архівні документи про життя і творчість О. П. Довженка: (Огляд фондів ЦДАЖР УРСР та ЦДАКФФД УРСР) // Архіви України. — 1984. — № 5. — С. 28-37.
- Документи ЦДАЖР УРСР про вшанування пам'яті I.Я. Франка на Україні // Архіви України. — 1986. — № 4. — С. 36-42.
- Нововиявлені документи про діяльність П. Г. Тичини у Всеукраїнському видавництві в 1919 р. // Архіви України. — 1988. — № 1. — С. 53-56.
- Знайдено в архівах: шкіц до життєпису В. Свідзинського // Вітчизна. — 1989.- № 1.- С. 144—147.
- Лужичани на Україні: (Епізод з лужицько-українських культурних взаємин) // Проблеми слов'янознавства: Респ. міжвід. наук. зб. — Вип. 41. — Львів, 1990. — С. 17-20.
- О. І. Білецький: неосяжний діапазон знань та інтересів // Архіви України. — 1991. — № 1. — С. 39-48.
- Двоє вчених, дві знівечені долі [О. Яната, Н. Осадча-Яната] // Україна: наука і культура. — 1993. — Вип. 26-27. — С. 260—276.
- Армія, транспорт, церква і національно-мовні права українців: (Образки з життя у документах 1920—1921 років) // Пам'ятки України. — 1996. — Ч. 3-4. — С. 136—139.
- З харківських років Степана Рудницького // Пам'ятки України. — 1996. — Ч. 2. — С. 110—116.
- В полоні системи: Володимир Кобринський та його музей у 1945—1952 роках // Пам'ятки України. — 1998. — Ч. 1. — С. 90-96.
- Неоклясики і їхнє літературне коло в документах ЦДАВО України // Щасливий у праці: Збірник праць і матеріалів на пошану Федора Погребенника. — К.: Криниця, 2000. — С. 231—245.
- Дві слові про двоїну // Пам'ятки України. — 2001. — Ч. 1-2. — С. 177—180.
- Коло має бути розірвано…: [обговорення проекту: «Український правопис: Проєкт найновішої редакції»] // Дивослово. — 2001. — Ч. 3. — С. 22-25; Ч. 4. — С. 27-33.
- «Право свободно мыслить допустимо в известных рамках…»: (Причинок до історії цензури в Україні) // Пам'ятки України. — 2001. — Ч. 1-2. — С. 80-83.
- Берестейське багатоголосся: «Забутий край», що поруч нас // Пам'ятки України. — 2002. — Ч. 3-4. — С. 4-15.
- «Ятвязька мова»: До і після // Пам'ятки України. — 2002. — Ч. 3-4. — С. 52-59.

## Сучасники про О. Рибалка

Роксоляна Зорівчак:
|  | …Він – подвижник поступу людського, бо рідкісну обдарованість науковця поєднував із надзвичайною працьовитістю, з мурашиною працездатністю, бо на жертовник українознавства самозречено віддавав усього себе. |

Людмила Таран:
|  | Цей чоловік і справді вболівав за Україну – дієво, наступально, активно, чого бракує нам багатьом, які мислять себе патріотами та далі кухонних балачок справу не рухають. |

Ігор Гирич:
|  | У справі розвою української культури, як сто років тому, так і тепер, доводиться покладатися не на допомогу держави, а на самовіддану ініціативу окремих активістів. Таким енергійним і палким працівником на занедбаній ниві української культури був і Олександр Рибалко. Він не дбав про нагороди, славу, гроші. Він скромно робив свою справу, відповідав за обрану ділянку, вболівав, горів, непокоївся, видаючи том за томом чудові видання, що залишаться з нами назавжди |

## Відзнаки та нагороди
- Грамота Міністерства культури і мистецтв України (1999 р.).
- Грамота голови Київської міської держадміністрації (2001 р.).
- Заслужений працівник культури України (2008).

## Увічнення пам'яті

- У 2010 році до роковин смерті О. Рибалка вийшов друком збірник «Правдиве українське серце», який містить основні наукові праці вченого з питань літературного й історичного джерелознавства, мовознавства, пам'яткоохоронної справи, проблеми соборності українських земель та культурної політики. До книги включено листування О. Рибалка у справі міжнародних україномовних радіопрограм і повний бібліографічний покажчик його праць. Серед авторів наукових розвідок на вшанування пам'яті О. Рибалка — Л. Масенко, С. Білокінь, І. Фаріон, Р. Зорівчак, Є. Сверстюк. Спогадами про нього діляться М. Коцюбинська, Е. Соловей, К. Тищенко, Д. Степовик, Л. Ткач, С. Гречанюк та інші. Упорядники збірника — І. Гирич і К. Рибалко.
- 2012 р. — на могилі О. Рибалка встановлено козацький хрест (художник — М. Горловий, архітектор — Кий Данилейко).
- Квітень, 2013 р. — засновано Премію імені О. Рибалка для відзначення учнів місцевої школи — переможців олімпіад і конкурсів обласного та всеукраїнського рівнів.
- 22 вересня 2013 р. — на будівлі Клавдіївської загальноосвітньої школи відкрито меморіальну дошку з бронзовим барельєфом О. Рибалка (художник Володимир Щур).
- 25 червня 2015 р. Бородянська районна рада присвоїла Клавдіївській загальноосвітній школі І-ІІІ ступенів Бородянського району Київської області ім'я Олександра Рибалка (Рішення № 509-35-VI)[7].
- У 2020 р. у видавництві «Посвіт» (Дрогобич) вийшло друком фундаментальне видання «Українство поза Україною» з циклу дослідних проектів Олександра Рибалка. Книга містить репринт тематичних номерів журналу «Пам'ятки України» за 1992—2005 роки, присвячених місцям компактного проживання українців за кордоном: Пряшівщина, Холмщина, Підляшшя, Надсяння, Лемківщина, Берестейщина, Стародубщина, Кубань. Зібрані у книзі матеріали висвітлюють історичну спадщину та стан культурного і громадського життя на етнічних теренах українців. Відтворено польові записи та фото з наукових експедицій О. Рибалка, архівні документи й добірки статей провідних фахівців. Видання корисне для роботи в гуртках історії та українознавства, для вчителів, туристів і читачів, цікавих до історії України. Упорядник книги — Ігор Гирич.